# Philodendron dodsonii
Philodendron dodsonii är en kallaväxtart som beskrevs av Thomas Bernard Croat och Michael Howard Grayum. Philodendron dodsonii ingår i släktet Philodendron och familjen kallaväxter. Inga underarter finns listade.